# アベナンスラミド

アベナンスラミド類の一般構造式

アベナンスラミド (avenanthramide) 類は主としてエンバク（Avena sativa）に存在するフェノール性アルカロイドである。
"Avenanthramides" という名称は、これらの化合物がエンバクの種子中に存在することから、Collinsによって命名された。後に、3種のアベナンスラミドが、以前にエンバクのファイトアレキシンとして報告されていたアベナルミンI、II、IIIの環が開いたアミドであることが明らかとなった。

## 命名法
アベナンスラミド類は、3種のフェニルプロパノイド類（p-クマル酸、フェルラ酸、カフェ酸）の1種とアントラニル酸（またはそのヒドロキシ化・メトキシ化誘導体）が縮合したアミドである。CollinsとDimbergは論文上でそれぞれ異なるアベナンスラミド類の命名規則を用いている。Collinsはアルファベットを使用してアベナンスラミド類を分類している。一方で、Dimbergはアントラニル酸部位を大文字で、フェニルプロパノイド部位を小文字（c = カフェ酸、f = フェルラ酸、p = p-クマル酸）で示す命名規則を使用した。Dimbergは後にアントニル酸部位を数字で示す命名法を使用するようになった。以下の表に示すアベナンスラミド類はエンバク中に最も多量に存在する: アベナンスラミドA（2p、AF-1、Bp）、アベナンスラミドB（2f、AF-2、Bf）、アベナンスラミドC（2c、AF-6、Bc）、アベナンスラミドO（2pd）、アベナンスラミドP（2fd）。

アベナンスラミド類の構造

| Collins | Dimberg's original | Dimberg's modified | n | R1   | R2 | R3 |
| ------- | ------------------ | ------------------ | - | ---- | -- | -- |
| A       | Bp                 | 2p                 | 1 | H    | H  | OH |
| B       | Bf                 | 2f                 | 1 | OCH3 | H  | OH |
| C       | Bc                 | 2c                 | 1 | OH   | H  | OH |
| O       |                    | 2pd                | 2 | H    | H  | OH |
| P       |                    | 2fd                | 2 | OCH3 | H  | OH |